# Liste des épisodes d'Une femme d'honneur
Cet article présente la liste des épisodes de la série télévisée Une femme d'honneur.

## Épisodes

### Épisode pilote:Lola Lola
- François-Eric Gendron (Gilbert Marchand)
- Anne Lefébure (Sophie Cardonnet)
- Mercédès Brawant (Laurence Moynet)
- Jean-Pierre Vaguier (Estardi)
- Julie Delafosse (Claire Moynet)
- Dominique Labourier (Marie-Claude Monestier)

### Épisode 1:La Grotte
- Isabelle Guiard
- Erwan Demaure
- Thierry Redler
- Jean-François Poron
- Hervé Pauchon

### Épisode 2:Pirates de la route
- Philippe Lellouche
- Jacques Serres
- Alexandra Gonin
- Julie Sarraut
- Fred Ulysse

### Épisode 3:Mémoire perdue
- Claude Jade (Madeleine Trobert)
- Philippe Morier-Genoud (Éric Trobert)
- Robert Plagnol (Max)
- Françoise Bertin
- Luc Lavandier
- Jean-Marie Galey

### Épisode 4:Double détente
- Guillaume de Tonquédec
- Bruno Sanches
- André Oumansky
- Albert Goldberg
- Benoît Vallès
- Daniel Briquet
- Arno Chevrier

### Épisode 1:Brûlé vif
- Thierry Rode
- Morgane Delhalle
- Denis Sylvain
- Alexandre Pottier
- Yves Lambrecht
- Laurent Le Doyen
- Rémy Roubakha

### Épisode 2:Balles perdues
- Alexandre Thibault
- Jean-Michel Noirey
- Noémie Kocher
- Hubert Saint-Macary
- Isabelle Leprince
- Jean-François Gallotte
- Louison Roblin

### Épisode 3:Une ombre au tableau
- Alexandra Lamy
- Alain Doutey
- Jean-Baptiste Martin
- Jean-Gabriel Nordmann
- François Vincentelli

### Épisode 4:Mort en eaux troubles
- Maureen Dor
- Didier Sauvegrain
- Constance Dollé
- Blanche Ravalec
- Renée Faure

### Épisode 1:Bébés volés
- Georges Corraface
- Jean-Claude Bouillon

### Épisode 2:Coupable idéal
- Claude Brosset
- Elisabeth Vitali
- Philippe Ogouz

Conduit à l'enterrement de sa mère, un détenu, Bernard Stérin, réussit à s'enfuir. Ancien bûcheron, il s'enfonce dans une grande forêt qu'il connait bien, où un meurtre fut commis il y a 12 ans. Il est tué et une amie d'Isabelle Florent, Diane Millet, dont le père a été tué par Stérin, est accusée du crime.

### Épisode 3:La Femme battue
- Roger Mirmont
- Nathalie Cerda
- Eric Franquelin
- Julien Kramer
- Léa François
- Gérard Sergue
- Marc Fayolle
- Stéphane Cottin
- Julie Carlin

### Épisode 4:Son et lumière
- Jean-Michel Dupuis
- Anny Romand
- Sylvie Audcoeur
- Jean-Claude Lecas
- Julie Bataille

### Épisode 5:Mort clinique
- Christian Bujeau
- François Levantal
- Evelyne Dandry
- Patrice Melennec

### Épisode 1:Samedi soir
- Delphine Chanéac
- Arsène Jiroyan
- Patrick Fierry

### Épisode 2:Double vue
- Dominique Guillo
- Cécile Vassort
- Bernard Spiegel
- Sébastien Cotterot
- François Loriquet

### Épisode 3:Perfide Albion
- Marella Oppenheim
- Mirabelle Kirkland
- Jean Dell
- Daniel Berlioux
- Cédric Chevalme
- Daniel Langlet

### Épisode 4:Trafic de clandestins
- Natalia Dontcheva
- Laurent Olmedo
- Claude Giraud

### Épisode 1:Poids lourds
- Fanny Gilles
- Patrick Guillemin
- Gabrielle Forest
- Christian Sinniger

### Épisode 2:À cœur perdu
- Marie Bunel
- Patrick Guérineau
- François-Régis Marchasson
- Marianne Borgo
- Philippe Josserand

### Épisode 3:Portrait d'un tueur
- Margot Abascal
- Philippe du Janerand
- Delphine Zentout
- Frédéric Pellegeay
- Patrick Messe
- Jean-Philippe Daguerre
- Grégory Monro

### Épisode 4:Mort programmée
- Guillaume de Tonquédec
- Marc Rioufol
- Marina Golovine
- Geoffrey Sauveaux
- Luce Mouchel
- Nadine Marcovici
- Marc Brunet
- Caroline Beaune

### Épisode 1:Secret de famille
- Cécile Auclert
- Christian Morin
- Maxime Leroux
- Monique Tarbès
- Nadir Legrand

### Épisode 2:Droit de garde
- Didier Bienaimé
- Nathalie Roussel
- Frank Geney
- Jean-Claude de Goros
- Olivier Morancais
- Nathalie Demnard

### Épisode 3:Double cœur
- Julie Voisin
- Patrick Raynal
- Michel Cordes
- Laëtitia Milot
- Vanessa Lhoste
- Bruno de Stabenrath
- Georges Neri

### Épisode 4:Piège en eau douce
- Eric Metayer
- Zoé Nonn
- Jean-Marc Maurel
- Philippe Etesse
- Isabelle Petit-Jacques
- Noham Cochenel
- Celia Rosich
- Régis Verdier

### Épisode 1:Femmes d'occasions
- Julie Judd (Marianne)
- Stéphanie Pareja
- Alexandre Thibault
- Geoffroy Thiebaut
- Lara Guirao
- Mathieu Delarive
- Françoise Michaud
- Jacques Hansen

### Épisode 2:Mortelle cavale
- Pierre Santini (Marc Blondin)
- Samira Draa (Samia Blondin)
- Philippe Maymat (Gabriel Amoma)
- Julien Masdoua
- Bruno Esposito
- Marie Rousseau
- Christian Ferlet

### Épisode 1:Complicité de viol
- Stéphanie Pareja
- Charles Lelaure
- Jean-Michel Noirey
- Alexandra Naoum
- Laura Martel

### Épisode 2:Les liens du sang
- Marie Lenoir
- Fabrice Eberhard
- Jennifer Decker
- Gisèle Casadesus
- Clément Van Den Bergh
- Eloïse Labro
- Benjamin Cohen

### Épisode 1:Sans mobile apparent
- Laurent Olmedo
- Philippe Magnan
- Christophe Guybet
- Edgar Givry
- Franck Adrien
- Fanny Gatibelza
- Christian Van Tomme
- Aurélie Amblard

### Épisode 2:Un homme peut en cacher un autre
- Aladin Reibel
- Marc Duret
- Catherine Wilkening
- Marie-France Mignal
- Jean-Roch Pirot
- Pierre Kaldfate
- Alain Stern
- Claude Berne

### Épisode 3:Violences conjugales
- Cécile Pallas
- Pascal Demolon
- Patrick Floersheim
- Zack Zublena
- Paul Pinheiro
- Karine Pinoteau

### Épisode 1:Ultime thérapie
- Betty Karolinsky (Lisa Bourgueil)
- Jean-Louis Tribes (Docteur Deverchère)
- Stéphanie Lanier (Nathalie Bellaire)
- Gaëlle Le Fur (Marie Dangal - Cécile Pieri)
- Jean-Christophe Lebert (Thomas Larchet)
- Grégoire Bonnet (Olivier Montfort)
- Hervé Laudière (Philippe Berthod)

### Épisode 2:Une erreur de jeunesse
- Anne Canovas (Maria Blin)
- Serge Gisquière (Gendarme Christophe Rosen)
- Marie Vincent (Gina Belsani)
- Michel Bompoil (Michel Blin)

### Épisode 1:Une journée d'enfer
- Maxime Leroux
- Romain Redler
- Riton Liebman
- Anne-Charlotte Pontabry

### Épisode 2:L'Ange noir
- François-Éric Gendron
- Christian Brendel
- Fabien Baïardi